# Lynette Bell
Lynette „Lyn“ Bell, nach Heirat Lynette Chipchase, (* 24. Januar 1947 im Bundesstaat New South Wales) ist eine ehemalige australische Schwimmerin. Sie gewann bei den Olympischen Spielen 1964 eine Silbermedaille und bei den Commonwealth Games eine Goldmedaille, zwei Silbermedaillen sowie eine Bronzemedaille.

## Sportliche Karriere
1962 bei den British Empire and Commonwealth Games 1962 in Perth gewann Dawn Fraser über 110 Yards Freistil mit über vier Sekunden Vorsprung vor Robyn Thorn und der Kanadierin Mary Stewart. Zeitgleich mit Stewart schlug Lynette Bell als dritte Australierin an und wurde Vierte. Die australische 4-mal-110-Yards-Freistilstaffel in der Besetzung Dawn Fraser, Lynette Bell, Robyn Thorn und Ruth Everuss siegte mit zehn Sekunden Vorsprung vor den Kanadierinnen und den Engländerinnen.
Zwei Jahre später bei den Olympischen Spielen in Tokio siegte Dawn Fraser zum dritten Mal in Folge über 100 Meter Freistil, in diesem Rennen belegte Lynette Bell den achten Platz. Die australische 4-mal-100-Meter-Freistilstaffel mit Robyn Thorn, Janice Murphy, Jan Turner und Lynette Bell erreichte das Finale mit der vorlaufschnellsten Zeit. Im Endlauf schwammen Thorn, Murphy, Bell und Fraser fünf Sekunden schneller als die Vorlaufstaffel und gewannen die Silbermedaille hinter der Staffel aus den Vereinigten Staaten, die alle Schwimmerinnen gegenüber dem Vorlauf ausgetauscht hatte.
Bei den British Empire and Commonwealth Games 1966 in Kingston, Jamaika, siegte über 110 Yards Freistil die Kanadierin Marion Lay. Dahinter erhielten Lynette Bell und Janice Murphy Silber und Bronze. Die australische 4-mal-110-Yards-Freistilstaffel mit Janet Steinbeck, Janice Murphy, Lynette Bell und Marion Smith schlug 0,3 Sekunden hinter den Kanadierinnen an und erhielt die Silbermedaille. In der 4-mal-110-Yards-Lagenstaffel siegten die Engländerinnen vor den Kanadierinnen. Allyson Mabb, Heather Saville, Jill Pauline Groeger und Lynette Bell blieb die Bronzemedaille.
1968 bei den Olympischen Spielen in Mexiko-Stadt trat Lynette Bell in vier Wettbewerben an. In der 4-mal-100-Meter-Lagenstaffel erreichten Lynne Watson, Judy Playfair, Lynette McClements und Lynette Bell das Finale mit der schnellsten Vorlaufzeit. Im Endlauf traten die Vereinigten Staaten wieder mit vier Schwimmerinnen an, die im Vorlauf nicht dabei gewesen waren. Die US-Staffel siegte mit 1,7 Sekunden Vorsprung vor den Australierinnen mit Watson, Playfair, McClements und Janet Steinbeck. Gemäß den bis 1980 gültigen Regeln erhielten Schwimmerinnen, die nur im Staffelvorlauf eingesetzt wurden, keine Medaille. Über 100 Meter Freistil schwamm Bell im Halbfinale die neuntschnellste Zeit und verpasste den Finaleinzug um 0,2 Sekunden. Über 200 Meter Freistil war Lynette Bell die einzige Australierin im Finale und belegte den siebten Platz. In der abschließenden 4-mal-100-Meter-Freistilstaffel erreichten Lynette Bell, Julie McDonald, Lynne Watson und Janet Steinbeck das Finale mit der drittschnellsten Vorlaufzeit. Obwohl Steinbeck, Susan Eddy, Watson und Bell im Finale um 3,3 Sekunden schneller schwammen als die Vorlaufstaffel, belegten die Australierinnen hinter den Staffeln aus den Vereinigten Staaten, der DDR und aus Kanada nur den vierten Platz.